# Rogers (Arkansas)
Rogers es una ciudad ubicada en el condado de Benton en el estado estadounidense de Arkansas. En el Censo de 2010 tenía una población de 55964 habitantes y una densidad poblacional de 566,72 personas por km².
Rogers es conocido por ser el lugar donde se ubicó el primer Wal-Mart y por albergar los cuarteles generales de Daisy Outdoor Products. Fue el lugar donde el comediante Will Rogers se casó con Betty Blake en 1908. En junio de 2007, la revista BusinessWeek otorgó a Rogers el puesto 18 en la lista de los 25 suburbios menos costosos en el Sur estadounidense.

## Geografía
Rogers se encuentra ubicada en las coordenadas 36°18′58″N 94°9′17″O / 36.31611, -94.15472. Según la Oficina del Censo de los Estados Unidos, Rogers tiene una superficie total de 98.75 km², de la cual 98.27 km² corresponden a tierra firme y (0.48%) 0.48 km² es agua.

## Demografía
Según el censo de 2010, había 55964 personas residiendo en Rogers. La densidad de población era de 566,72 hab./km². De los 55964 habitantes, Rogers estaba compuesto por el 73.66% blancos, el 1.43% eran afroamericanos, el 1.04% eran amerindios, el 2.56% eran asiáticos, el 0.26% eran isleños del Pacífico, el 18.07% eran de otras razas y el 2.99% pertenecían a dos o más razas. Del total de la población el 31.48% eran hispanos o latinos de cualquier raza.

## Autopistas principales
- Interestatal 49
- U.S. Route 62

## Educación
La Rogers High School (Escuela Secundaria de Rogers) ha sido dividida en dos campus. La ciudad y la junta escolar se han opuesto a la creación de una escuela secundaria separada, debido principalmente a una posible disolución del programa de fútbol americano. El exceso de alumnos, un serio problema en los últimos años, ha obligado a planear la construcción de una nueva escuela, aunque puede que los problemas continúen después de su inauguración. En 1996, Rogers High School obtuvo el puesto 771 en la lista de las mejores 1000 escuelas secundarias de los Estados Unidos basándose en el número de estudiantes tomando exámenes del Advanced Placement Program.
Rogers Heritage High School es la nueva escuela secundaria de la ciudad y se inauguró en agosto de 2008 para el año escolar 2008-09. Karen Steen fue elegida como la primera directora de la institución.

## Aeropuertos
Carter Field, el aeropuerto municipal de la ciudad, alberga la flota aérea de Wal-mart. Sin embargo, toda la aviación comercial se realiza a través del Aeropuerto Regional Northwest Arkansas, localizado 24 km al oeste de Rogers, en Highfill.